# Antoine François Boutron Charlard
Pour les articles homonymes, voir Boutron.
Antoine François Boutron Charlard, pharmacien et chimiste français, né le 2 décembre 1796 à Paris et décédé le 3 novembre 1879, également à Paris, est notamment l'auteur de nombreuses études au XIXe siècle sur la qualité des eaux de sources ou de rivières utilisées pour l'alimentation humaine.

## Biographie
De son vrai nom Antoine François Boutron, il descend d'une famille d'épiciers et chocolatiers établis à Paris depuis au moins le début du XVIIe siècle, devenus de puissants marchands de vins, reconnus dès le règne de Louis XIV comme fournisseurs de la Cour. 
Attiré d'emblée par la pharmacie, il épouse le 22 juin 1820, durant sa formation, Eugénie Charlard, fille de Pierre Charlard un pharmacien parisien, et accolera dès lors le nom de son épouse au sien, situation qu'il maintiendra même après le décès de cette dernière en 1835 et son remariage en 1848; il devient membre de l'Académie nationale de pharmacie dès 1822 et dispose rapidement d'une officine 12, boulevard de Bonne-Nouvelle, dans laquelle il accueillera au fil des ans de nombreux pharmaciens stagiaires, dont Émile Jungfleisch (qui entrera au Collège de France) dans les années 1860, et, assez probablement, son cousin germain Théodore Gobley, le découvreur des phospholipides, de quinze ans son cadet, vers 1832-1835.
Il guide, dans ses premiers pas de chercheur, le chimiste Théophile-Jules Pelouze (qui fit comme lui ses armes auprès de Pierre Robiquet, le grand chimiste analyste), qu'il associe en 1830 à son étude sur l'asparamide et l'acide asparamique (publiée en 1833).
Il est élu membre de l'Académie Royale de médecine au début des années 1830.
Amateur et collectionneur d’autographes, ami du poète Casimir Delavigne, il s'intéressait particulièrement à Mademoiselle de Scudéry, sur laquelle il coécrivit un ouvrage qui utilisait plusieurs lettres en sa possession,.
Il meurt le 3 novembre 1879 à Paris et est inhumé au cimetière du Père-Lachaise (26e division).
Sa fille Louise Félicité Eugénie épouse Edmond Frémy.

## Études chimiques et recherches
Comme la plupart des pharmaciens de l'époque, il se livre, la plupart du temps en collaborateur de chercheurs plus confirmés, à différentes études, comme auprès de Pierre Robiquet, alors un éminent chimiste pharmacologue déjà reconnu, dans une étude qui conduisit ces deux chercheurs à l'identification de l'amygdaline dans les amandes amères; ce travail resta toutefois inachevé, ne parvenant par exemple pas à expliquer la production de benzaldéhyde dans certaines des réactions de dissociation qu'ils effectuèrent, et il devait revenir à Friedrich Wöhler et Justus Liebig de tirer toutes les conclusions quant à la structure de l'amygdaline et à la mise en évidence du radical benzoyle C7H5O dans une étude conduite quelques mois plus tard (1832). 
Particulièrement soucieux des questions de santé publique, membre du Conseil de salubrité de Paris, il fera de la qualité des eaux potables, eaux de ville et eaux minérales, objet de nombreux débats et polémiques au XIXe siècle, le cœur de ses travaux durant près de trente ans, en collaboration successive avec de nombreux scientifiques (Philibert Patissier en 1837 sur les eaux minérales naturelles, Étienne Henry en 1848 sur les eaux de Paris, Félix Boudet sur le contrôle de qualité des eaux de source et de rivières en 1855 et 1856).

## Engagement républicain entre 1820 et 1830
Comme beaucoup d'intellectuels du temps, il s'impliquera également dans le grand mouvement démocratique qui conduira à la Révolution de Juillet, en participant à la société jacobine dite « Aide-toi, le ciel t'aidera », fondée en août 1827, et qui visait à une mobilisation démocratique des électeurs opposés au pouvoir réactionnaire de la monarchie selon Charles X pour les élections prévues en novembre de cette année-là.

## Principales publications scientifiques
- A.-F. Boutron-Charlard, « D'une poudre vendue sous le nom de jaune de Cologne, et destinée dans plusieurs cas à remplacer le chromate de plomb », Journal de pharmacie et des sciences accessoires, vol. 13, no 5,‎ mai 1827, p. 223-228 (lire en ligne)
- A. Bussy et A.-F. Boutron-Charlard, Traité des moyens de reconnaître les falsifications des drogues simples et composées et d’en constater le degré de pureté, Paris, Thomine, 1829, 507 p. (lire en ligne)
- A.-F. Boutron-Charlard et T. J. Pelouze, Memoire sur l'asparamide et l'acide asparamique, Paris, Mme Ve Thuau, 1833, 24 p.
- P. J. Robiquet et A.-F. Boutron-Charlard, « Nouvelles expériences sur les amandes amères et sur l'huile volatile qu'elles fournissent », Annales de chimie et de physique, vol. 44,‎ 1830, p. 352-382 (ISSN 0365-1444)
- P. Patissier et A.-F. Boutron-Charlard, Manuel des eaux minérales naturelles : contenant l'exposé des précautions qu'on doit prendre avant, pendant et après l'usage des eaux minérales, la description des lieux et des sources, les analyses chimiques les plus récentes, les propriétés médicales, le mode d'administration des eaux minérales de la France, des eaux étrangères les plus célèbres, et des bains de mer, Paris, Louis Colas, 1837, 2e éd., 565 p. (lire en ligne)
- A.-F. Boutron-Charlard, d'Arcet, Pelletier et O. d'Angers, « Mémoire sur les mesures qu'il convient de prescrire lors de l'exhumation des restes de l'empereur Napoléon », Annales d'hygiène publique et de médecine légale, vol. 25, no 1,‎ 1841, p. 11-26 (lire en ligne)
- A.-F. Boutron-Charlard et É. Frémy, « Recherches sur la fermentation lactique », Comptes rendus de l'Académie des sciences, vol. 12,‎ 1841, p. 728-731 (ISSN 0001-4036, lire en ligne)
- E. O. Henry et A.-F. Boutron-Charlard, Analyse chimique des eaux qui alimentent les fontaines publiques de Paris, Paris, V. Masson, 1848, 71 p.
- A.-F. Boutron-Charlard et O. Henry, Analyse chimique de l'eau de la mer Morte et de l'eau du Jourdain, Paris, E. Thunot et Cie, 1852, 14 p. (lire en ligne)
- A.-F. Boutron-Charlard et F.-H. Boudet, Hydrotimétrie : instruction sur l'emploi de l'hydrotimètre pour déterminer la valeur des eaux de sources et de rivières et leur composition, Clech et Deroche, 1855, 12 p.
- A.-F. Boutron-Charlard et F.-H. Boudet, Hydrotimétrie : nouvelle méthode pour déterminer les proportions des matières en dissolution dans les eaux de sources et de rivières, Paris, V. Masson, diverses éditions entre 1856 et 1882, 88 p.
- D. Henry et A.-F. Boutron-Charlard, « Mémoire sur la nicotine, principe actif du tabac », Gazette médicale de Paris, vol. 5,‎ 1837, p. 206 (lire en ligne)